# إيفاريستو إغليسياس
إيفاريستو إغليسياس هو عداء سريع كوبي، ولد في 26 أكتوبر 1925 في San Juan y Martínez ‏ في كوبا، وتوفي في 12 مايو 2005 في دلتونا في الولايات المتحدة.

## وصلات خارجية
- إيفاريستو إغليسياس على موقع أوليمبيديا (الإنجليزية)